# Maffeo Gherardi
Maffeo Gherardi, Gerardi, Gerardo o Girardi, O.S.B.Cam. (Venecia, c. 1406 - Terni, 14 de septiembre de 1492) fue un religioso italiano, abad de San Michele di Murano, general de su orden, patriarca de Venecia y cardenal. 

## Vida

### Primeros años
Nacido a principios del siglo XV en la República de Venecia, fue el segundo hijo varón del matrimonio formado por Giovanni Gherardi y Franceschina Barbarigo. Su abuelo paterno Francesco había ascendido al patriciado gracias a los servicios prestados a la república durante la guerra de Chioggia, y aunque entre los Gherardi nadie había desempeñado puestos de relevancia política, sí estaban bien relacionados con otras familias venecianas influyentes, principalmente por vía de parentesco. 
Doctorado en filosofía y teología por la Universidad de Padua, con cerca de treinta años entró en religión ingresando en el monasterio de San Michele di Murano de la Orden de la Camáldula, que regido por el abad Paolo Venier era un floreciente y próspero centro cultural, espiritual y económico.

### Abad de San Michelle y Patriarca de Venecia
Tras la muerte de Venier en 1449 y ante los rumores de que el papa Nicolás V pensaba nombrar un extranjero para sucederle en el gobierno del monasterio, el Senado de Venecia defendió ante la Curia romana la candidatura de Gherardi, que fue nombrado abad, en cuya condición permaneció los siguientes diecisiete años; posteriormente fue nombrado también general de la orden. 
En 1466 abandonó el claustro para suceder al difunto Giovanni Barozzi en el Patriarcado de Venecia, aunque la confirmación del nombramiento se demoró todavía dos años por diferencias con el papa Paulo II. 

### Cardenalato
Fue creado cardenal in pectore por Inocencio VIII en el consistorio celebrado el 9 de marzo de 1489; tres años después el papa murió sin haber publicado el nombramiento, pero gracias a las gestiones llevadas a cabo desde Venecia, el Colegio Cardenalicio reconoció su derecho al cardenalato, le concedió el título de SS. Nereo y Aquileo y autorizó su participación en el cónclave de 1492 en que fue elegido papa Rodrigo Borgia.  
Murió en Terni durante el viaje de regreso a Venecia, según algunos autores envenenado por orden de Venecia por haber dado su voto a Borgia en detrimento del candidato veneciano Giuliano della Rovere, aunque otros desmienten este punto como falaz y calumnioso o falto de fundamento.  
Su cuerpo fue trasladado a Venecia y sepultado en la iglesia de San Pedro.